# Straßenhäuser (Vohenstrauß)
Straßenhäuser ist ein Ortsteil von Vohenstrauß im Landkreis Neustadt an der Waldnaab in der Oberpfalz.

## Geographische Lage
Die Siedlung Straßenhäuser liegt im Vorderen Oberpfälzer Wald 1 km südöstlich von Vohenstrauß an der Bundesautobahn 6.
Es handelt sich um eine lockere Ansammlung von Häusern auf einer Länge von 1,5 km am Südostrand der Straße.

## Geschichte
Straßenhäuser wird in der Matrikel der Diözese Regensburg von 1916 als Teil der Gemeinde Oberlind genannt.
Zu dieser Zeit hatte es bereits 57 Einwohner und 8 Wohnhäuser.
In den amtlichen Einwohnerstatistiken tauchte erstmals 1987 auf.
Nun bereits mit 183 Einwohnern und 50 Wohnhäusern.
Das legt die Vermutung nahe, dass diese Siedlung sich bereits viel früher gebildet hat, aber nicht von Oberlind getrennt aufgeführt wurde.

## Einwohnerentwicklung in Straßenhäuser ab 1913
| Jahr | Einwohner | Gebäude |
| ---- | --------- | ------- |
| 1913 | 57        | 8       |
| 1987 | 183       | 50      |
| 2011 | 180       | k. A.   |